# علندى أنثوية
العلندى الأنثوية أو الفدر الأنثوي  أو العلندة أو القعود الأنثوية (باللاتينية: Ephedra foeminea) نوع نباتي من جنس العلندى يتبع الفصيلة العلندية.

## الموئل والانتشار
موطنها بلاد الشام وسيناء والمغرب العربي والبلقان وإيطاليا.

## مرادفات للاسم العلمي
- (باللاتينية: Ephedra campylopoda C. A. Mey.)
- (باللاتينية: Ephedra macedonica Kosanin)
- (باللاتينية: Ephedra fragilis subsp. campylopoda (C. A. Mey.) K. Richt.)